# Rethabile Ramaphakela
Rethabile Ramaphakela es una cineasta, productora de cine y actriz sudafricana. Es conocida como directora y productora de populares series y películas como Seriously Single, Bedford Wives y The Bang Bang Club.

## Biografía
Ramaphhakela nació el 13 de abril de 1987 en Sudáfrica. Tiene dos hermanos.
Comenzó su carrera como presentadora de KTV. Junto con sus dos hermanos, cofundó la productora cinematográfica 'Burnt Onion' en 2010. En 2014, hizo un papel de apoyo en la película internacional The Bang Bang Club. Luego, la compañía produjo la comedia televisiva My Perfect Family, transmitida por SABC1 en 2015. Después produjo cortometrajes como Goodbye Thokoza basado en las guerras de Thokoza en la década de 1980, y las series de televisión Thuli no Thulani, Kota Life Crisis y Check Coast.
En 2020, dirigió la comedia Seriously Single con su hermano Katleho. Se estrenó el 31 de julio en Netflix.

## Filmografía
| Año  | Película           | Papel                                    | Género              | Ref.  |
| ---- | ------------------ | ---------------------------------------- | ------------------- | ----- |
| 2010 | The Bang Bang Club | Reportera tres                           | Película            | [ 2 ] |
| 2014 | Check Coast        | Escritora                                | Serie de televisión | [ 5 ] |
| 2015 | My Perfect family  | Productora ejecutiva, editora de guiones | Serie de televisión |       |
| 2017 | Bedford Wives      | Productora ejecutiva                     | Serie de televisión | [ 2 ] |
| 2020 | Seriously Single   | Directora, productora ejecutiva          | Película            | [ 2 ] |